# Ramon Reventós
Ramon Reventós i Farrarons (Barcelona, 1892-ibídem, 1976) fue un arquitecto español.

## Trayectoria
Titulado en 1917, fue jefe del Servicio de Edificios Culturales del Ayuntamiento de Barcelona. Se encuadró dentro del novecentismo, el estilo de moda en la época, dentro del cual se movió en una corriente de corte «protorracionalista», influida por las corrientes internacionales, la cual aunaba el funcionalismo con la ornamentación art déco, y estuvo representada junto a Reventós por Francisco Folguera, Raimundo Durán Reynals, Jaume Mestres i Fossas y los hermanos Ramón y Antoni Puig i Gairalt.
En 1928 proyectó en la calle Lérida 7-11 de Barcelona la casa Masana, la primera vinculada al estilo racionalista imperante por entonces en Europa; de influencia bauhausiana, fue también el primer conjunto multirresidencial de Barcelona.
Fue autor de varios proyectos para la Exposición Internacional de Barcelona de 1929: las Torres Venecianas en la plaza de España, el Teatro Griego y el Pueblo Español, realizados en estilo novecentista. Las primeras se sitúan en el acceso de la plaza que conduce a la avenida de la Reina María Cristina, y se trata de dos altas torres inspiradas en el campanile de San Marcos de Venecia. El Teatro Griego es un teatro al aire libre inspirado en los antiguos teatros griegos —especialmente en el de Epidauro—, que actualmente acoge un festival de verano en la ciudad condal, el Festival Grec. El Pueblo Español es un pequeño recinto que recoge en su interior reproducciones de distintos ambientes urbanos y arquitectónicos de todo el conjunto del territorio nacional; lo proyectó conjuntamente con el arquitecto Francesc Folguera, el pintor Xavier Nogués y el crítico de arte Miquel Utrillo.
Fue autor también del Hotel Florida en la montaña del Tibidabo, el Hotel Miramar en la montaña de Montjuic y las dos estaciones del Funicular de Montjuic.